# Sandgasell
 Sandgasell eller afrikansk sandgasell (Gazella leptoceros) är en gasellart som man hittar ifrån Egypten och västerut till Algeriet.

## Utseende
Sandgasellen är ungefär lika stor som Thomsongasellen. Den har en höjd på ungefär 70 centimeter, en längd på 1,1 meter och den kan väga mellan 30 och 40 kilogram. Sandgasellens päls är ljust sandfärgad med ett svagt gasellband.

## Habitat
Sandgasellen är anpassad för ett liv i öknar så de har utvecklat stora öron och breda klövar som hjälper dem att förflytta sig i lös sand. Båda könen har horn och de är ganska långa, mellan 30 och 40 centimeter hos bocken. Hornen är nästan raka men de är kraftigt vridna.

## Levnadssätt

### Socialt beteende
Gasellen söker tillsammans föda under dagen i små grupper som ständigt är på vandring. Grupperna brukar bestå av några honor och deras ungar plus en hane. Födan består av gräs, örter och busklöv. Sandgasellen behöver inte dricka vatten under långa perioder. 

### Fortplantning
En hona har en dräktighetsperiod på ungefär 5 månader och hon brukar i allmänhet bara föda en kalv. Kalven blir könsmogen vid ungefär 6 månaders ålder.

### Predatorer
Sandgasellen är en starkt hotad art. Alla rovdjur som en gång hade sandgasellen som bytesdjur har nu blivit helt utrotade. Men Sandgasellens värsta fiende finns kvar, människan. Det bedrivs en hänsynslös jakt på Sandgasellen.